# كالفين غريفيث
كالفين غريفيث (بالإنجليزية: Calvin Griffith)‏ هو لاعب كرة قاعدة أمريكي، ولد في 1911، وتوفي في 1999.